# Balta testacea
Balta testacea är en kackerlacksart som först beskrevs av Johann Gottlieb Otto Tepper 1896.  Balta testacea ingår i släktet Balta och familjen småkackerlackor. Inga underarter finns listade.